# Фосфорани

Структура типової групи фосфоран.

Фосфорани (англ. phosphoranes, рос. фосфораны) — похідні гіпотетичної сполуки PH5, де атоми Н повністю заміщені на R i/або OR (R5P, (OR)5P, R3P(OR)2), а також частково на атоми галогенів. Систематична назва λ5-фосфани, та їх гідрокарбільні похідні. Термін розширено в літературі застосовується і до фосфонійілідів.